# Xã Wade, Quận Clinton, Illinois
Xã Wade (tiếng Anh: Wade Township) là một xã thuộc quận Clinton, tiểu bang Illinois, Hoa Kỳ. Năm 2010, dân số của xã này là 1.717 người.